# Sociedade Cultural Galo da Ilha - Casa do Axé
A Sociedade Cultural Galo da Ilha Casa do Axé é uma sociedade cultural do Guarujá, que desde 1996 no Carnaval. Em 2009, desfilou pela primeira vez como escola de samba

## História
Iniciou suas apresentações no Carnaval Guarujaense em 1996 fazendo a abertura do carnaval do Guarujá apresentando o "Afoxé do Galo" (Omo Oya).
Em 2007, a agremiação participou do desfile oficial homenageando 'im memorium' os grandes patriarcas do Candomblé do Guarujá: Sr. Baianinho e Sr. Bobó. Em 2008 passou a fazer parte do concurso de blocos, apresentando o enredo "O petróleo é nosso, o aço e o gás também" de autoria de Vania Costa e tendo como carnavalesco o Sr Helcio. Com muita dedicação avançaram no processo e em 2009 disputaram pela 1ª vez o grupo acesso e ficaram na 3ª colocação, apresentando o enredo "Do passado ao presente o tempero do GALO é quente" de Beta Amaral. Desde a sua fundação realiza o carnaval nas ruas Tambaú e na Av.Guarujá, idealizado pelos seus diretores Nikimba, Wilson, Marcão, Profª Alcirene, Sra. Janete, Sra. Maria Silvia.
Em 2010, apresentaram o enredo "Ei pessoal, vem moçada! O Galo canta a Veneza Brasileira na nossa Ilha Encantada", enredo de autoria da Profª Beta Amaral, que foi desenvolvido por uma comissão de carnaval onde a autora presidia.
No Carnaval de 2011, apresentou o enredo: "O sabor do olhar de um Guerreiro Mawè - A lenda do Guaraná" tendo a Profª Beta Amaral presidindo a agremiação, dando continuidade ao que Marcão havia deixado encaminhado.
2012 será de fato o primeiro Carnaval da nova administração do Galo da Ilha, onde apresentarão o enredo:"Essência da Vida - 'Acima de Deus nada, abaixo de Deus a água'", partindo da célebre frase de Mãe Menininha do Gantois a agremiação vêm comemorar os cinco anos que deixaram de ser bloco de Afoxé e passaram a desfilar como escola de samba. Lavando a avenida, o GALO DA ILHA se propõe a apresentar a Água num contexto religioso e mitológico, fazendo um grito pela preservação deste bem que os Deuses nos presenteou e convidando a todos a se banhar na folia, mergulhando na poesia de uma chuva de emoção que é o Carnaval. Tudo isso, será desenvolvido a partir do devaneio do carnavalesco Jefferson Rosa que com muito brilhantismo estreia na SOCIEDADE CULTURAL GALO DA ILHA/ CASA DO AXÉ.
Mas 2012 não foi o ano da Galo da Ilha a chuva estragou tudo, não foram buscar as alegorias da escola nem os instrumentos, a escola perdeu muitos pontos, e ficou em último lugar.

## Carnavais
| Ano  | Colocação | Grupo  | Enredo                                                                           | Carnavalesco         |
| ---- | --------- | ------ | -------------------------------------------------------------------------------- | -------------------- |
| 2008 |           | Blocos | O petróleo é nosso, o aço e o gás também                                         | Vânia Costa e Hélcio |
| 2009 | 3º lugar  | acesso | Do passado ao presente o tempero do GALO é quente                                | Beta Amaral          |
| 2010 | 3° Lugar  | Acesso | Ei pessoal, vem moçada! O GALO canta a Veneza Brasileira na nossa Ilha Encantada | Beta Amaral          |
| 2011 | 3°Lugar   | Acesso | O Sabor do Olhar de um Guerreiro Maué!- A Lenda do Guaraná!                      | Ronaldo Coiffer      |
|      |           |        |                                                                                  |                      |
|      |           |        |                                                                                  |                      |